# Karl Haskel
Karl Markus Haskel, född 13 mars 1935 i Stockholm, död 27 juli 2019 på Ekerö i Stockholms län, var en svensk kulturjournalist, regissör, TV-producent och författare.
Haskel har producerat bland annat Semlons gröna dalar (tillsammans med Povel Ramel och Lasse Hallström), en stor del av AB Svenska Ords TV-produktioner, Skäggen, och serier om och med Ernst-Hugo Järegård, Sven-Bertil Taube med flera. Han var 1972–1974 producent för den franske filmregissören Jacques Tatis sista film, "Parade", som byggde på stor TV-föreställning i cirkusmiljö, inspelad bland annat på Cirkus i Stockholm, med premiär 1974. Han har även gjort uppmärksammade konstprogram, bland annat det omfattande porträttet "Ty för detta livet är ej människan god nog"  om grafikern Axel Fridell, som Haskel även skildrat i böckerna "Axel Fridell som Stockholmsskildrare", "Axel Fridell - "Bilder 1" och "Axel Fridell - Bilder 2". Haskel var också först med att i TV presentera den numera internationellt berömde konstnären Lennart Jirlow ("Min glädje bor i tristessen", 1977). År 2010 skrev han om Grafiska Sällskapets 100-åriga historia i boken "100 år av svensk grafik". 
1995–2011 var Karl Haskel ordförande i Föreningen för Grafisk Konst, grundad 1887, som har sitt säte i Nationalmuseum i Stockholm. Sedan åtskilliga år var Haskel även aktiv i Grafikens Hus i Mariefred, där han bland annat varit utställningskommissarie, tillsammans med konstnären Mikael Kihlman, för de årliga sommarutställningarna "ur H.M. Konungens grafiksamling". Tillsammans med Mikael Kihlman har Haskel även ansvarat för den svenska grafikutställningen "From Tradition to the Future" vilken har turnerat under åren 2004–2008 i bland annat Slovenien, Moldavien, Ryssland och Vitryssland. I samband med utställningarna har Haskel och Kihlman ordnat grafikworkshops, varvid olika svenska konstnärer och lärare har undervisat både elever och lärare vid olika högre konstskolor i de städer där utställningen visats. I Vitryssland visades utställningen i fyra olika städer. Karl Haskel ledde från 2011 uppbyggnaden av Föreningens för Grafisk Konst stora hemsida redovisande bland annat föreningens årliga utgivning av grafiska blad alltsedan starten 1887.
2009 tilldelades Karl Haskel och Mikael Kihlman varsitt hedersstipendium ur "Nils G. Stenqvists Minnesfond" för sitt arbete i Östeuropa för att undervisa och hjälpa unga konstnärer. Karl Haskel tilldelades 2013 års kulturpris från stiftelsen "Renässans för Humaniora". Priset överlämnades av drottning Silvia i samband med föreningen Konstnärernas Vänners årsmöte 2013. Karl Haskel var gift med floristen och blomsterkonstnären Maili Haskel, och har dottern Lina Haskel sedan ett tidigare äktenskap.
Karl Haskel är gravsatt i minneslunden på Skogskyrkogården i Stockholm.